# Župnija Lokev
s
Župnija Lokev je rimskokatoliška teritorialna župnija kraške dekanije, ki je del Škofije Koper.
Sedež župnije je v Lokvi. Župnik Slavko Obed je župnijski upravljalec tudi Župnije Divača in Župnije Vreme.

## Zgodovina
Župnija Lokev je bila ustanovljena 3. februarja leta 1947. Ob ustanovitvi je obsegala poleg Lokve še Prelože, pozneje pa je bila župniji priključena še Lipica.

## Sakralni objekti
- - župnijska cerkev sv. Mihaela, Lokev
- - podružnica

## Župnijska cerkev sv. Mihaela
Župnijska cerkev je posvečena svetemu nadangelu Mihaelu. Cerkev je bila zgrajena 1613 na ostankih starejše cerkve iz leta 1118 (to starejšo cerkev naj bi postavili vitezi templarji, ki so ravno tistega leta postali lastniki vasi Lokev). Leta 1876 je bila cerkev temeljito prenovljena.
V letih 1942-43 je cerkev poslikal Tone Kralj. Čeprav je bila Lokev takrat pod italijansko fašistično okupacijo, si je upal slikar s svojimi freskami izraziti odkrit upor proti fašizmu in proti vojni. Slike imajo sicer splošno krščansko tematiko, vendar pa vključujejo močno dodatno sporočilo: ozadje na slikah sestavljajo prepoznavni slovenski primorski kraji, vsi pozitivni liki so poudarjeno slovenski, vsi negativni liki (Juda Iškarijot, Satan, ipd) pa so upodobljeni kot fašisti.
Ob župnijski cerkvi stoji gotska kapela Marije Pomočnice. V kapeli je lesen kip Marije z Jezusom (iz leta 1462), ki je eden od pomembnejših primerkov gotskega kiparstva na Primorskem.
V župnišču je shranjeno romansko razpelo (limoški križec iz okoli leta 1200), ki je eden od najpomembnejših predmetov iz obdobja romanike na slovenskem. V Lokev so ga verjetno prinesli templjarji.